# Фемарн
Фемарн (на немски: Fehmarn) е германски остров в западната част на Балтийско море. На него живеят над 12 900 души (2010 г.). Площта му е 185,45 km².

## География
Остров Фемарн е разположен край северното крайбрежие на страната, между Килския залив на запад и Мекленбургския зялив та изток. Дължината му от запад на изток е 23 km, а максималната ширина – 12 km. На юг широкият 0,9 km проток Фемарнзунд го отделя от континента, а на север протокът Фемарнбелт (ширина 18 km) – от датския остров Лолан. Бреговете му с дължина 78 km са предимно ниски, слабо разчленени на запад, север и североизток, като само по южното крайбрежие има два по-големи залива. Почти повсеместно крайбрежието му е заето от обширни пясъчни плажове, които през лятото предлагат идеални условия за плажуване. Релефът представлява моренна равнина, в центъра и на северозапад с отделни хълмове с максимална височина 27 m. Отглеждат се зърнени култури и захарно цвекло. Основен поминък на населението е риболовът. Над протока Фемарнзунд е изградена жп линия и шосеен мост, а на север към датския остров Лолан има изработен проект за тунел под протока Фемарнбелт, където сега съществува фериботна линия. Главен град е Бург, разположен в централната му част.